# Corallus annulatus
El boa arborícola anillada  (Corallus annulatus) es una especie de serpiente no venenosa que pertenece a la subfamilia Boinae. Es nativo de América Central y el norte de Sudamérica. Tiene tres subespecies reconocidas.

## Descripción
Tiene un color de base que puede variar de café grisáceo a amarillo verdusco, con líneas oscuras que forman un medio círculo hacia arriba y que a menudo coinciden en la línea vertebral, formando anillos en el dorso. El vientre tiene un color grisáceo amarillento.

## Distribución y hábitat
Su área de distribución incluye el este de Guatemala, Honduras, Nicaragua, Costa Rica, Panamá, la vertiente del Pacífico de Colombia y el noroeste de Ecuador.

## Subespecies
Se distinguen las siguientes subespecies:
- Corallus annulatus annulatus (Cope, 1875)
- Corallus annulatus blombergi (Rendahl & Vestergren, 1940)
- Corallus annulatus colombianus (Rendahl & Vestergren, 1940)